# Catalunya en Miniatura
A Miniatűr Katalónia (katalánul Catalunya en Miniatura, IPA: [kətəˈluɲə əm mini.əˈtuɾə]) egy miniatűr park Katalóniában, Torrelles de Llobregatban, 17 km-re Barcelonától, melyet 1983-ban avattak fel. A park területe 60 000 négyzetméter, ebből 35 000-et a méretarányos modelleknek szenteltek, ez az egyik legnagyobb miniatűr park a világon és a legnagyobb az Európában jelen lévő 14 miniatűr épületkiállítás közül. Összesen 147 palotát, templomot, hidat és más épületet mutat be Katalóniából és Mallorcáról, és tartalmazza a neves építész, Antoni Gaudí összes fő alkotását.

## Megközelítése
Barcelona irányából az FGC magánvasúttal Estación de Santa Coloma de Cervelló vasútállomásig, majd onnan busszal.

## Képek

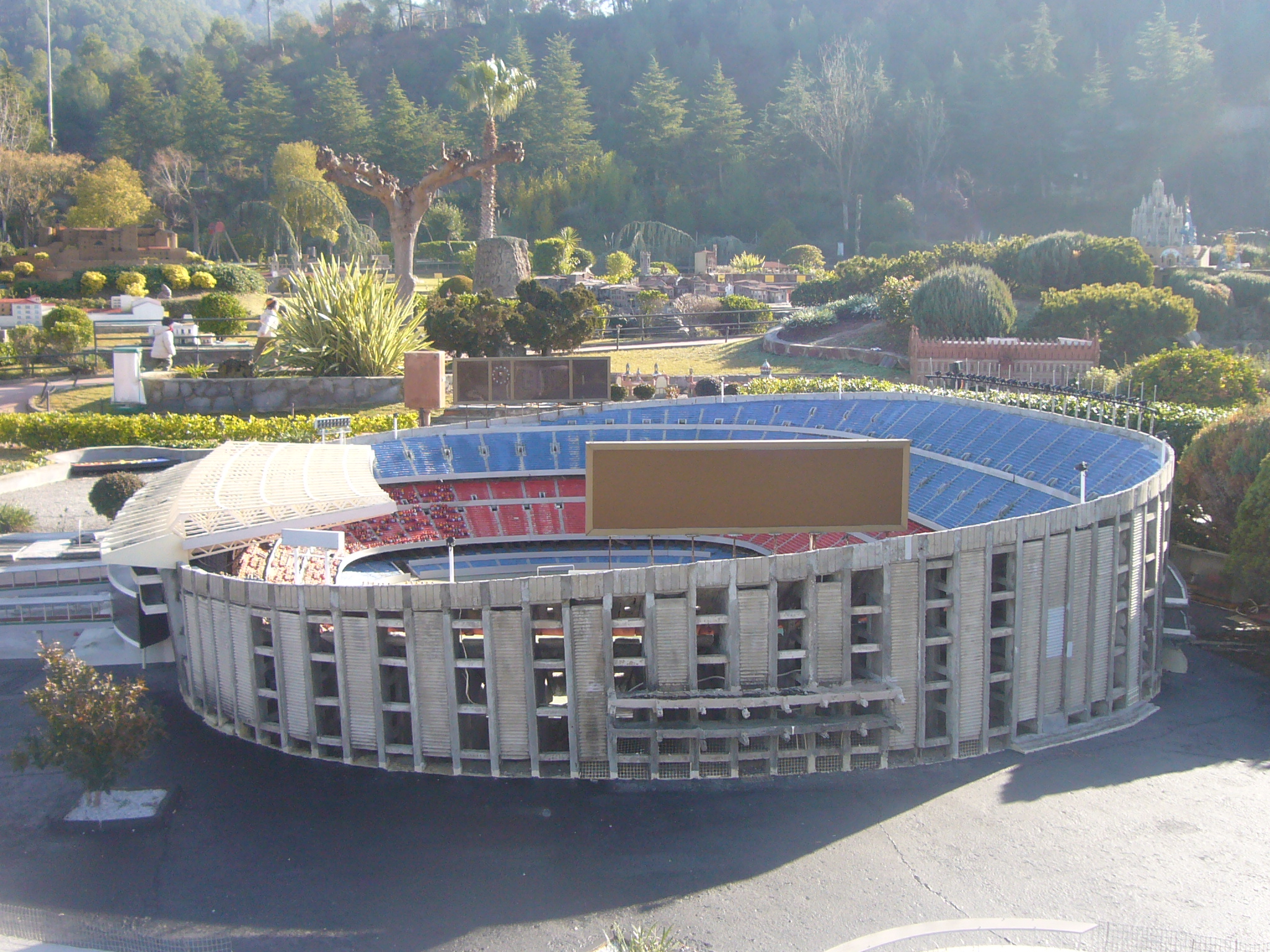
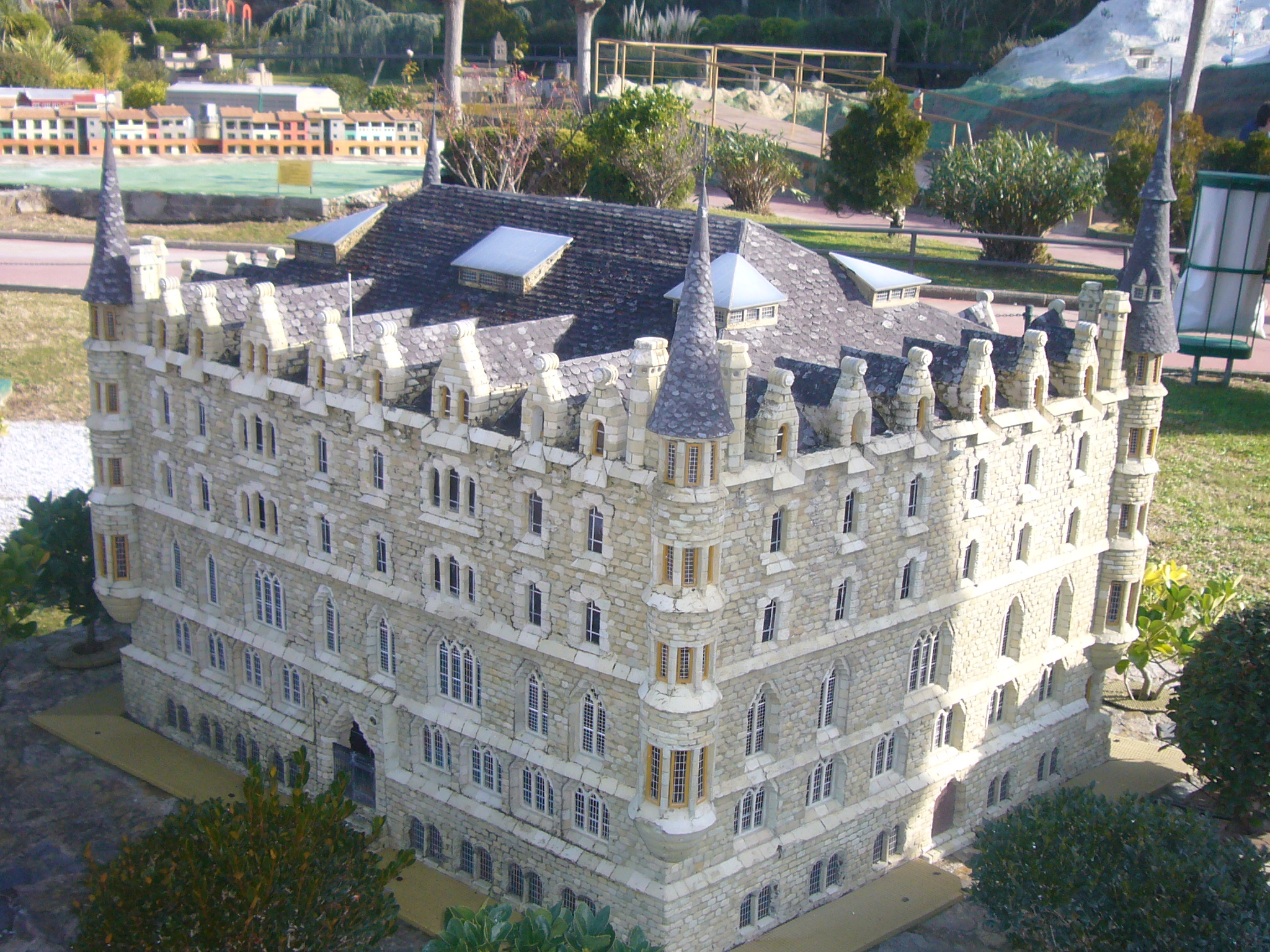
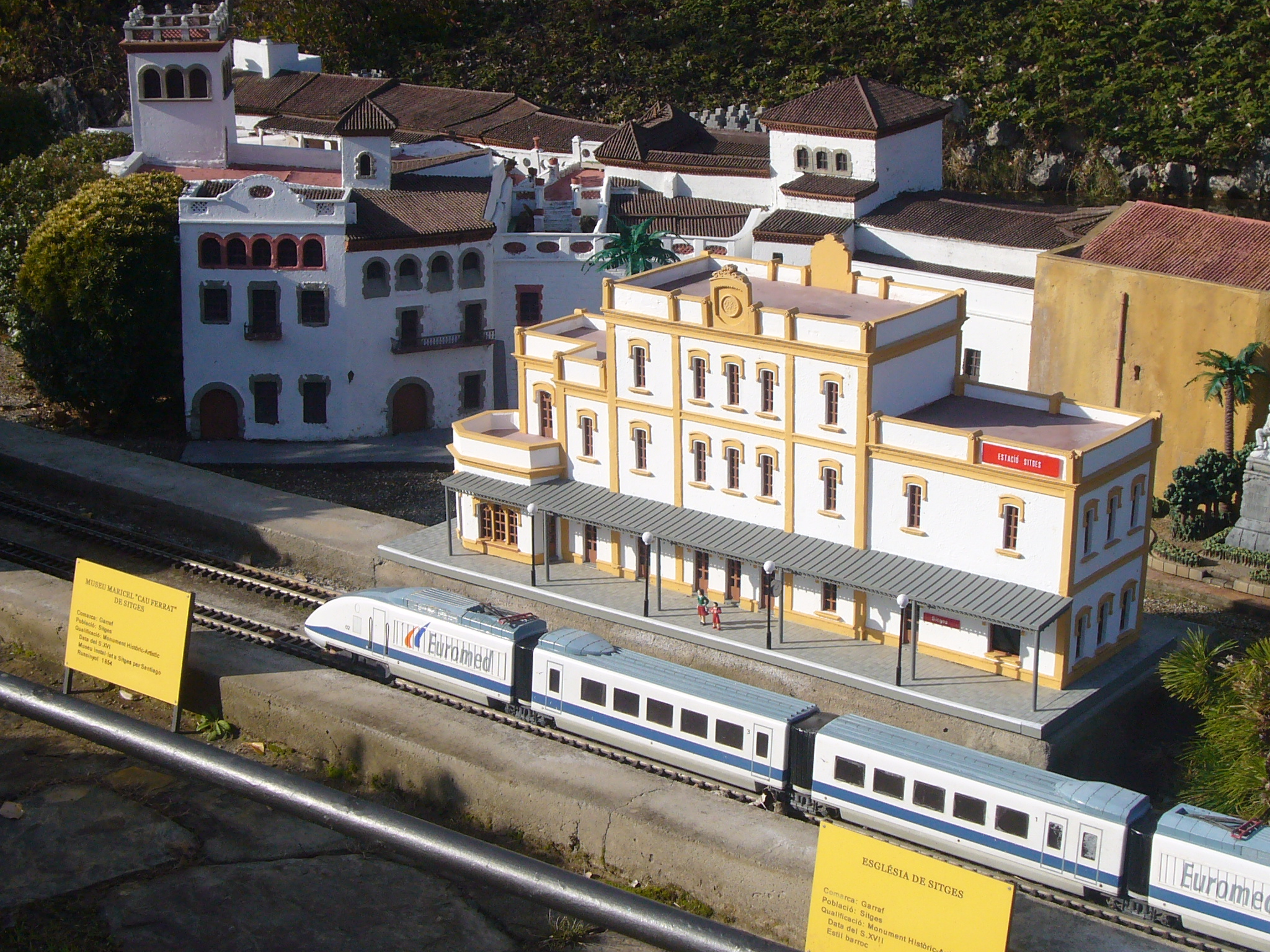
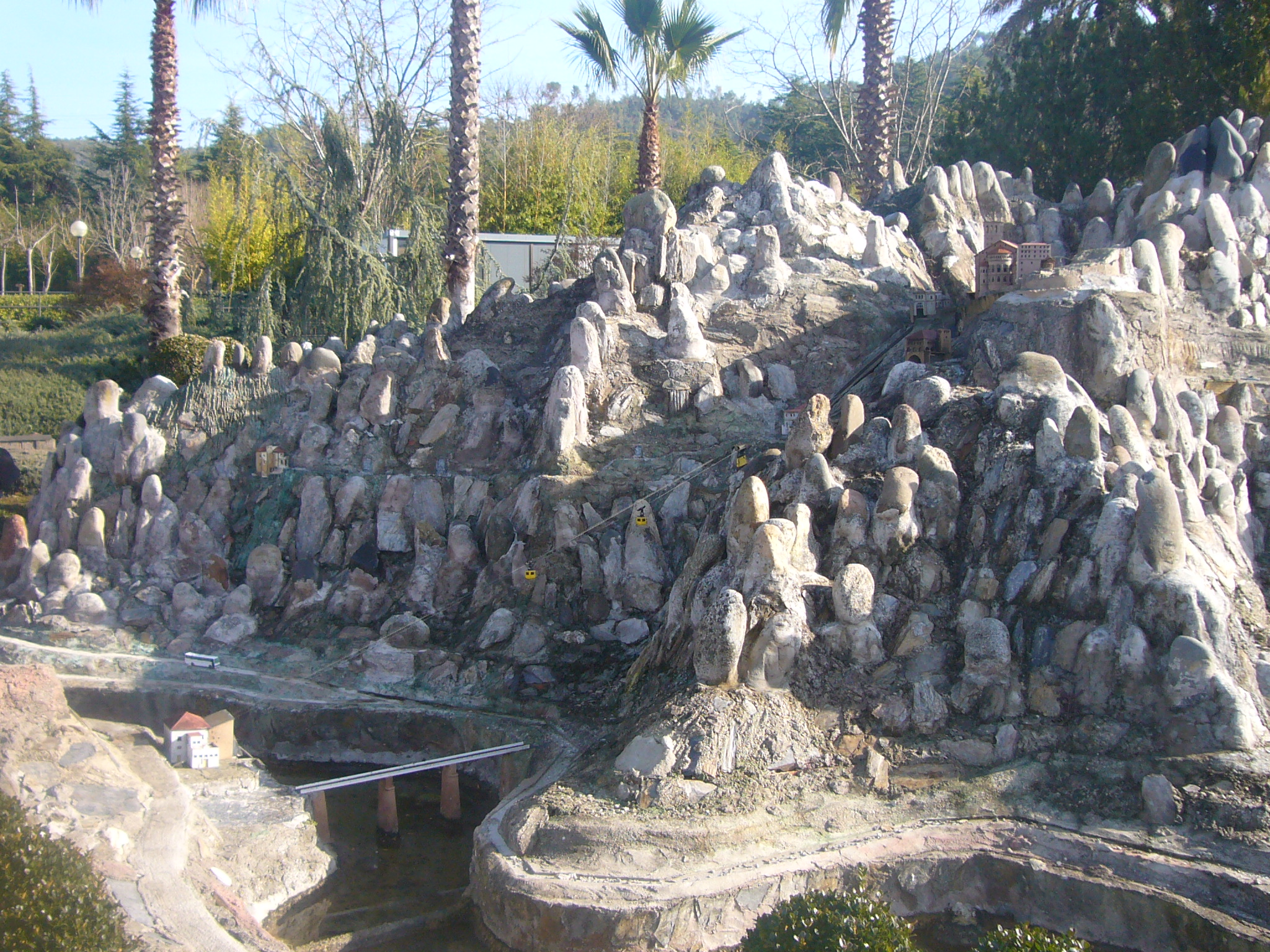
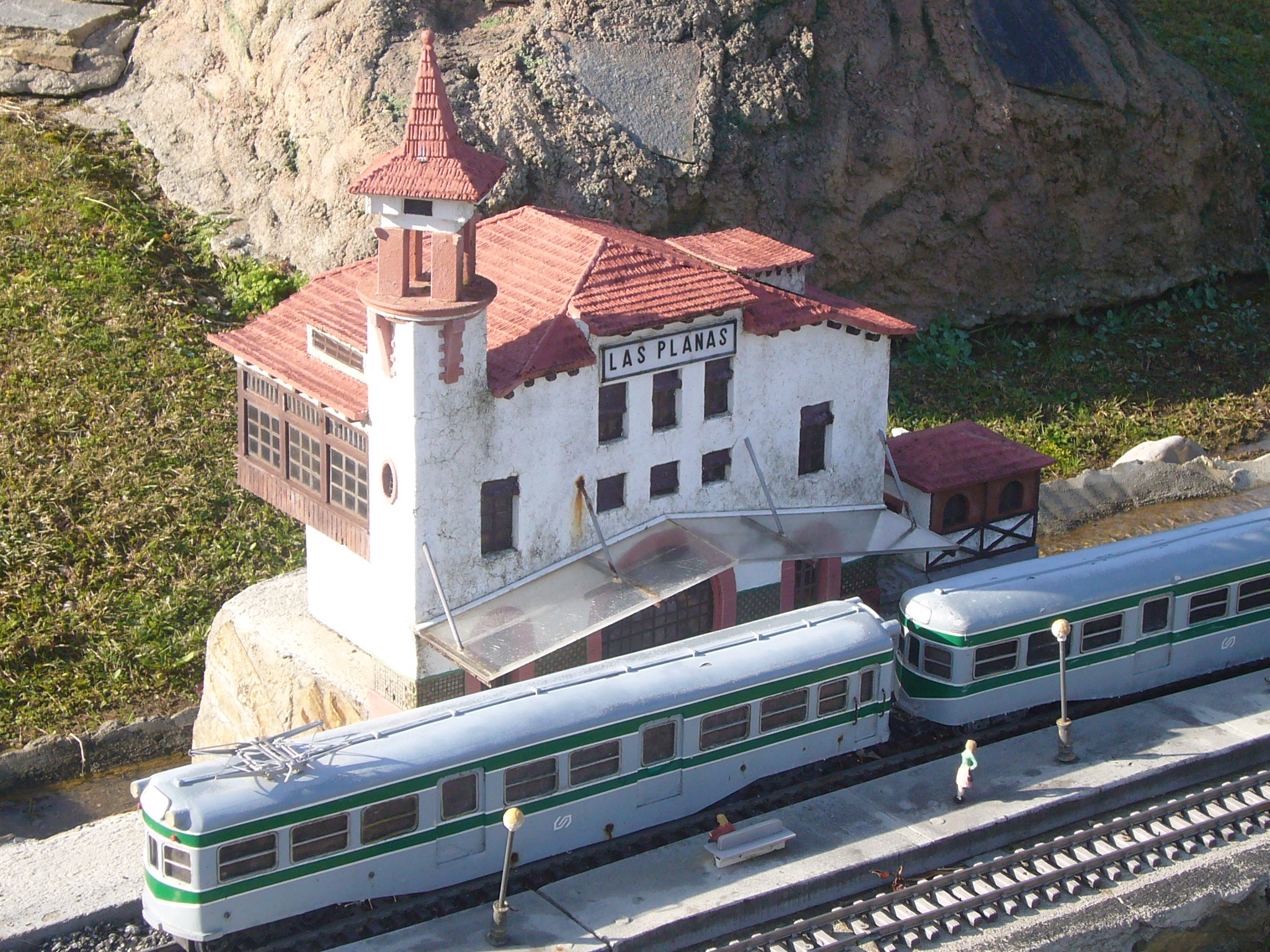
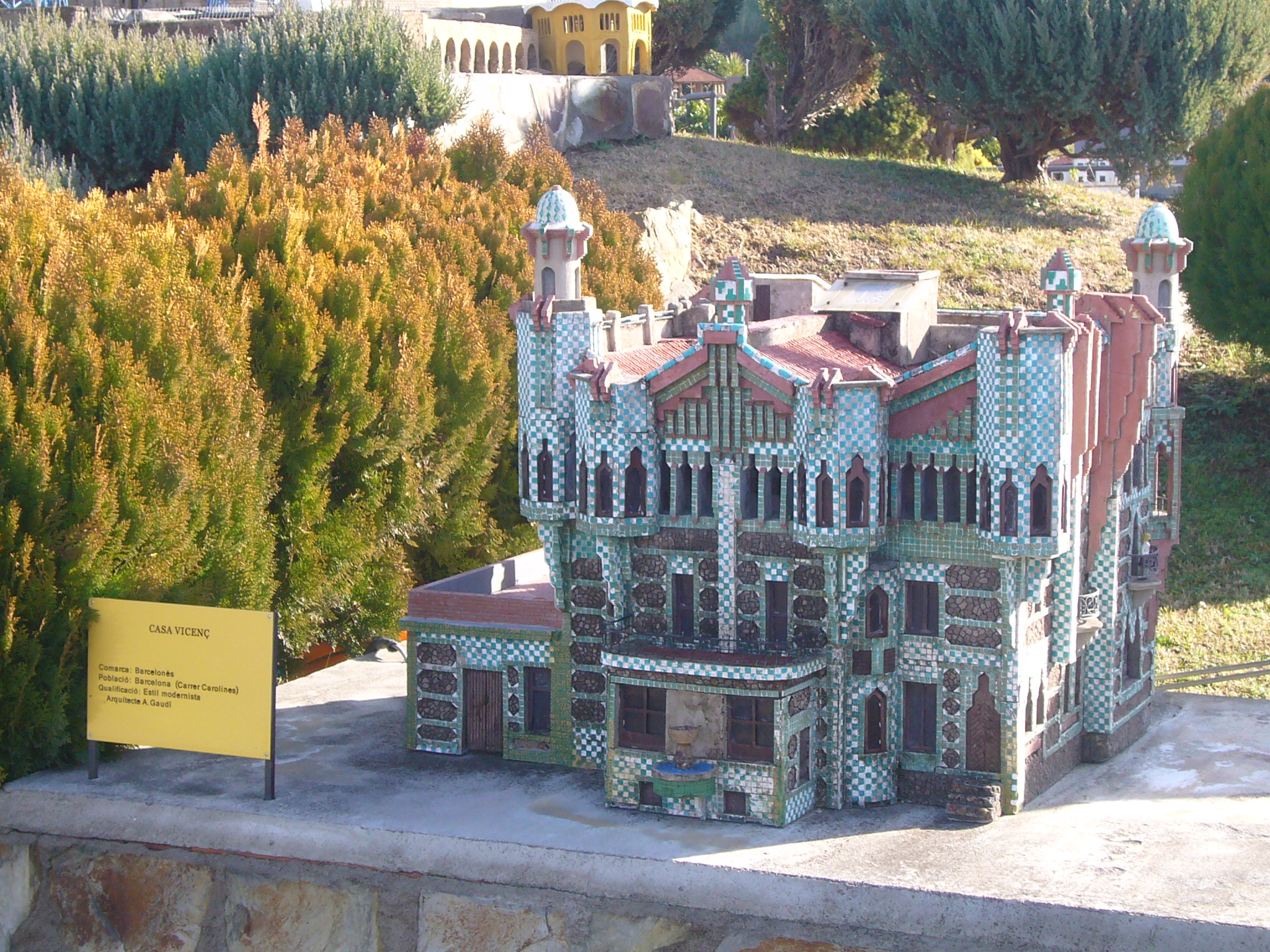
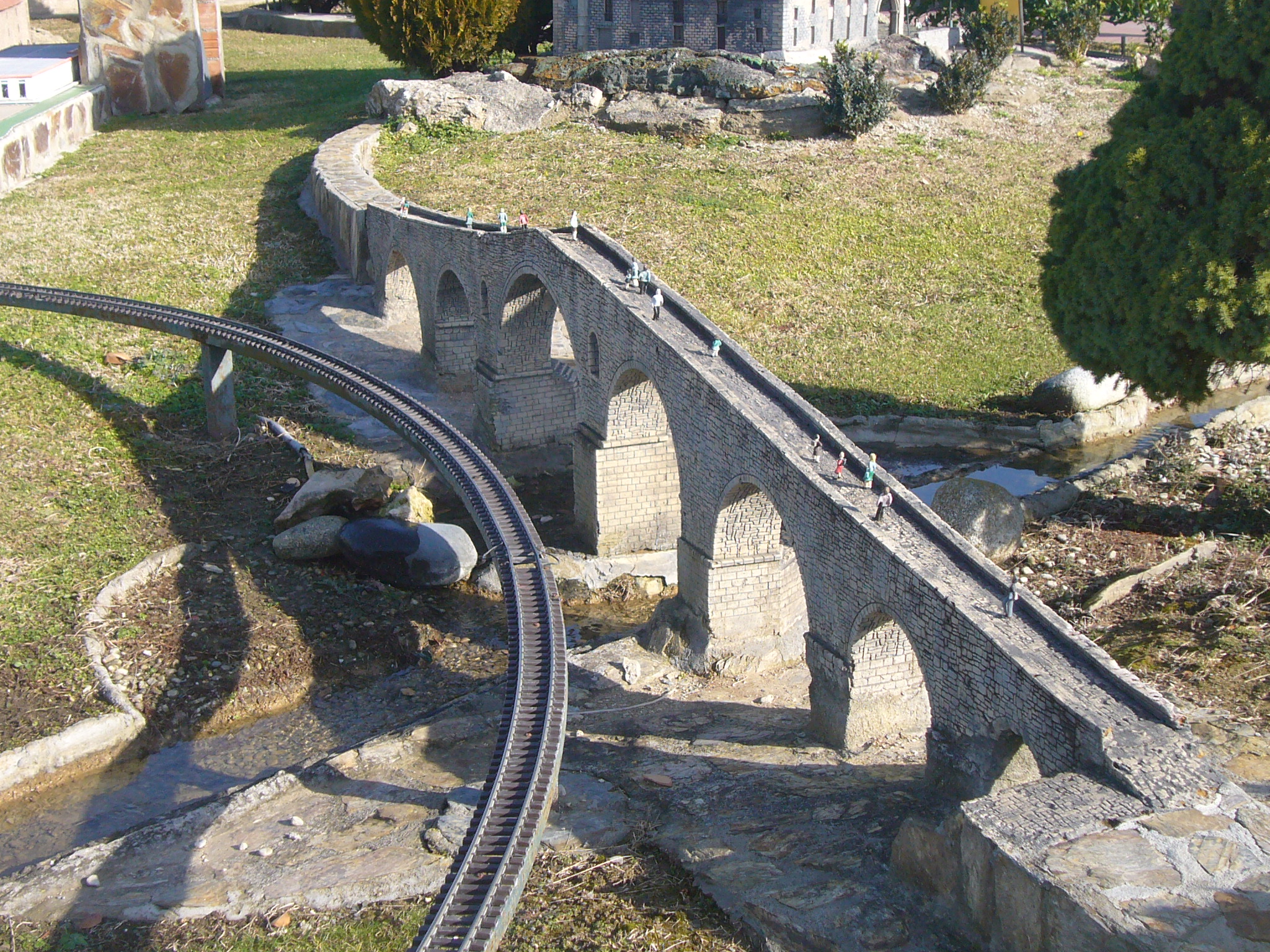
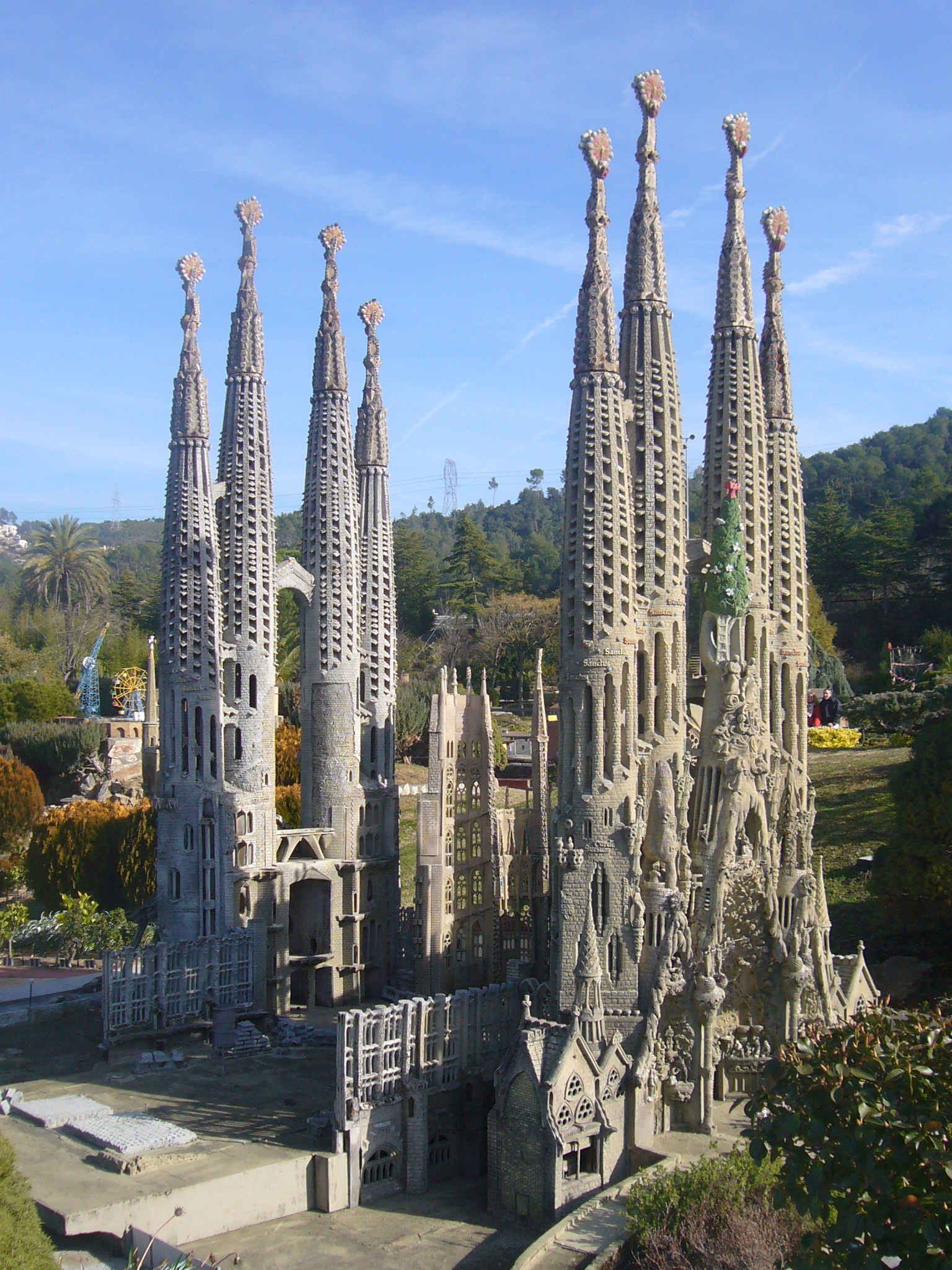
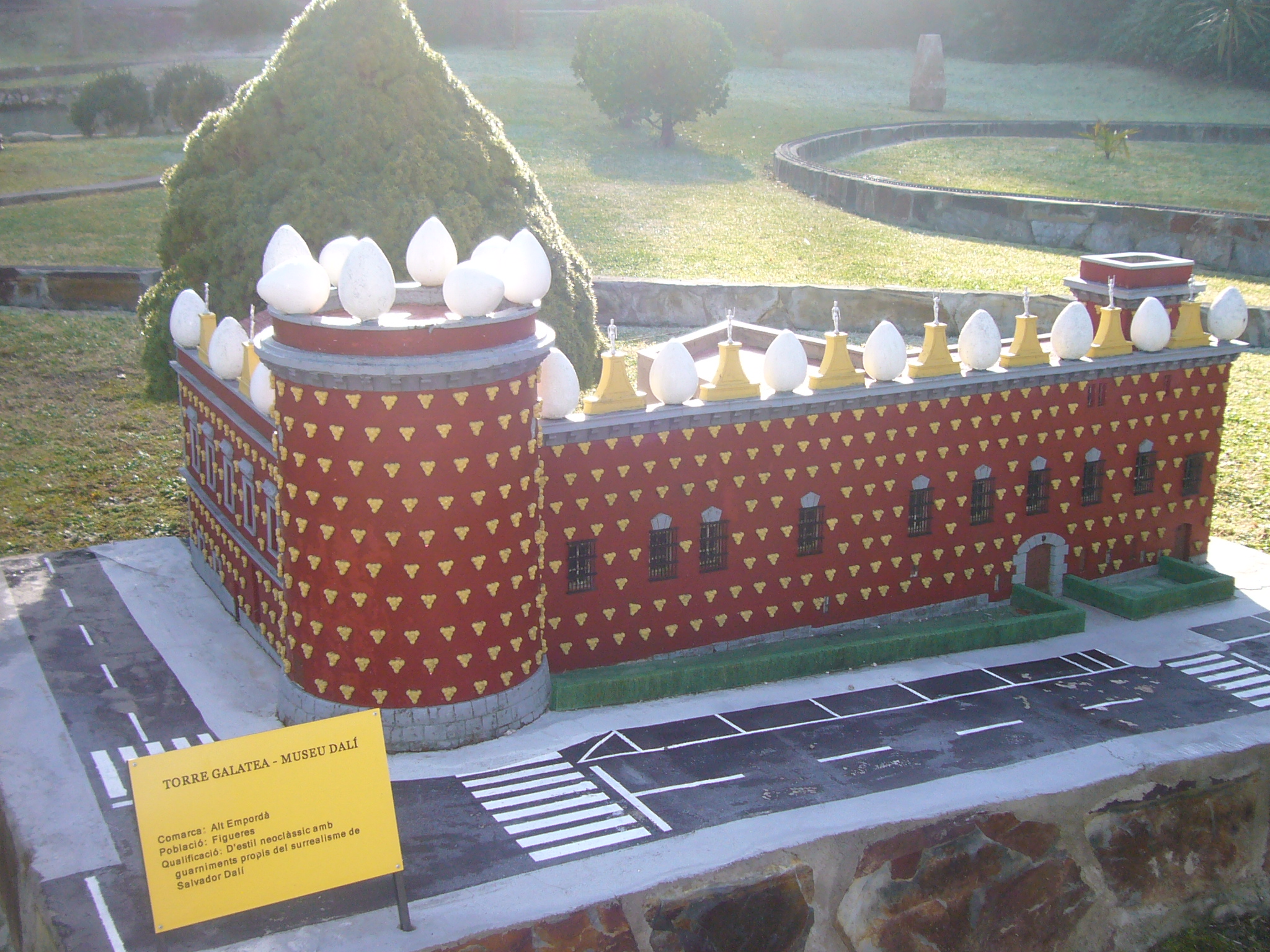
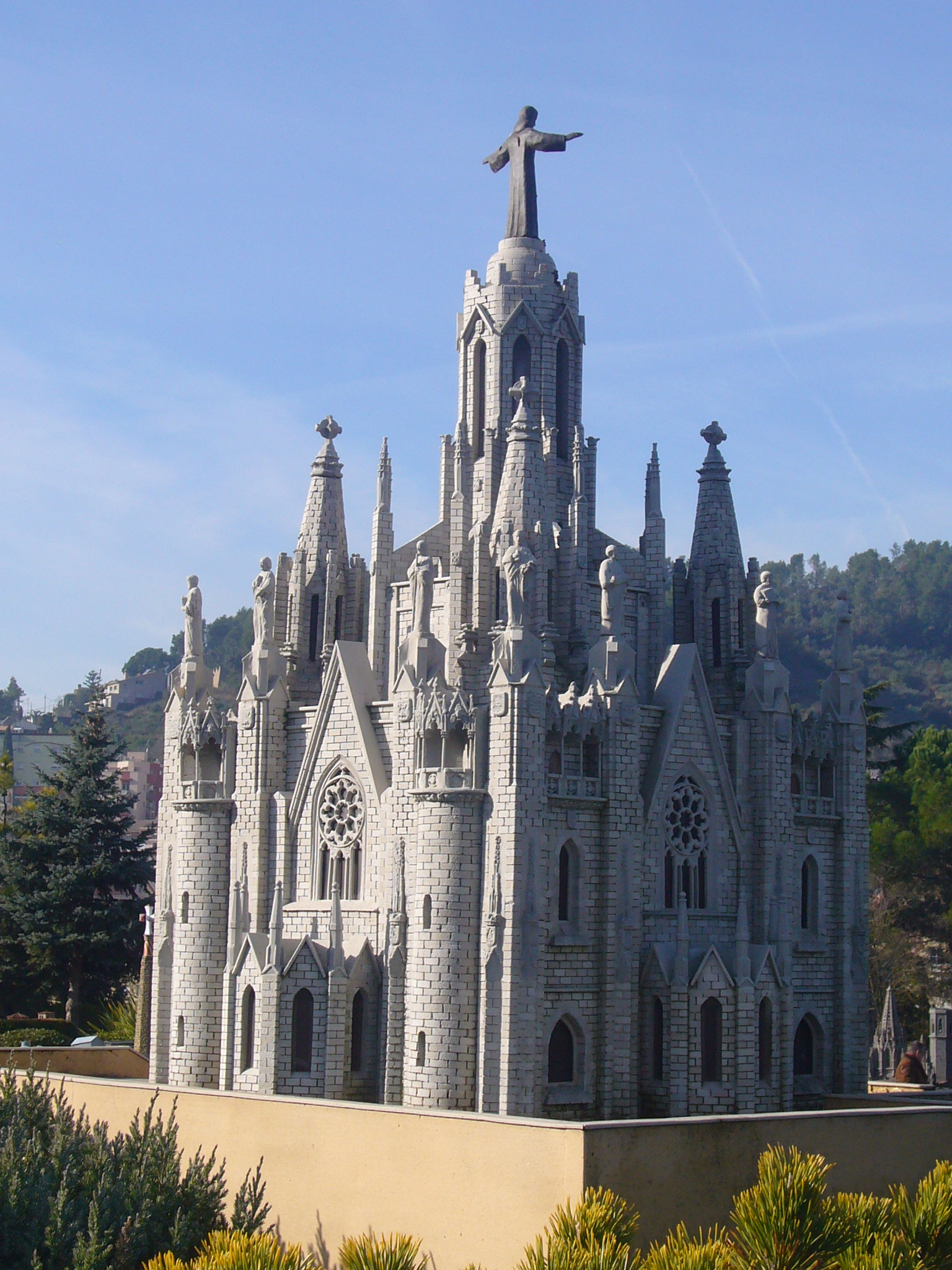